# 朝鮮義勇軍
朝鮮義勇軍（ちょうせんぎゆうぐん）は、1942年7月に山西省太行山脈で組織された中国共産党配下の朝鮮人部隊である。この部隊の幹部が北朝鮮に帰還して延安派を形成した。実際に日本軍と交戦したことはなく、日本軍に対する宣伝活動等を行った。第二次世界大戦後に中国の国民党軍との国共内戦に参加し、最終的には北朝鮮の朝鮮人民軍に帰順した。

## 活動

### 創設から日中戦争終結まで

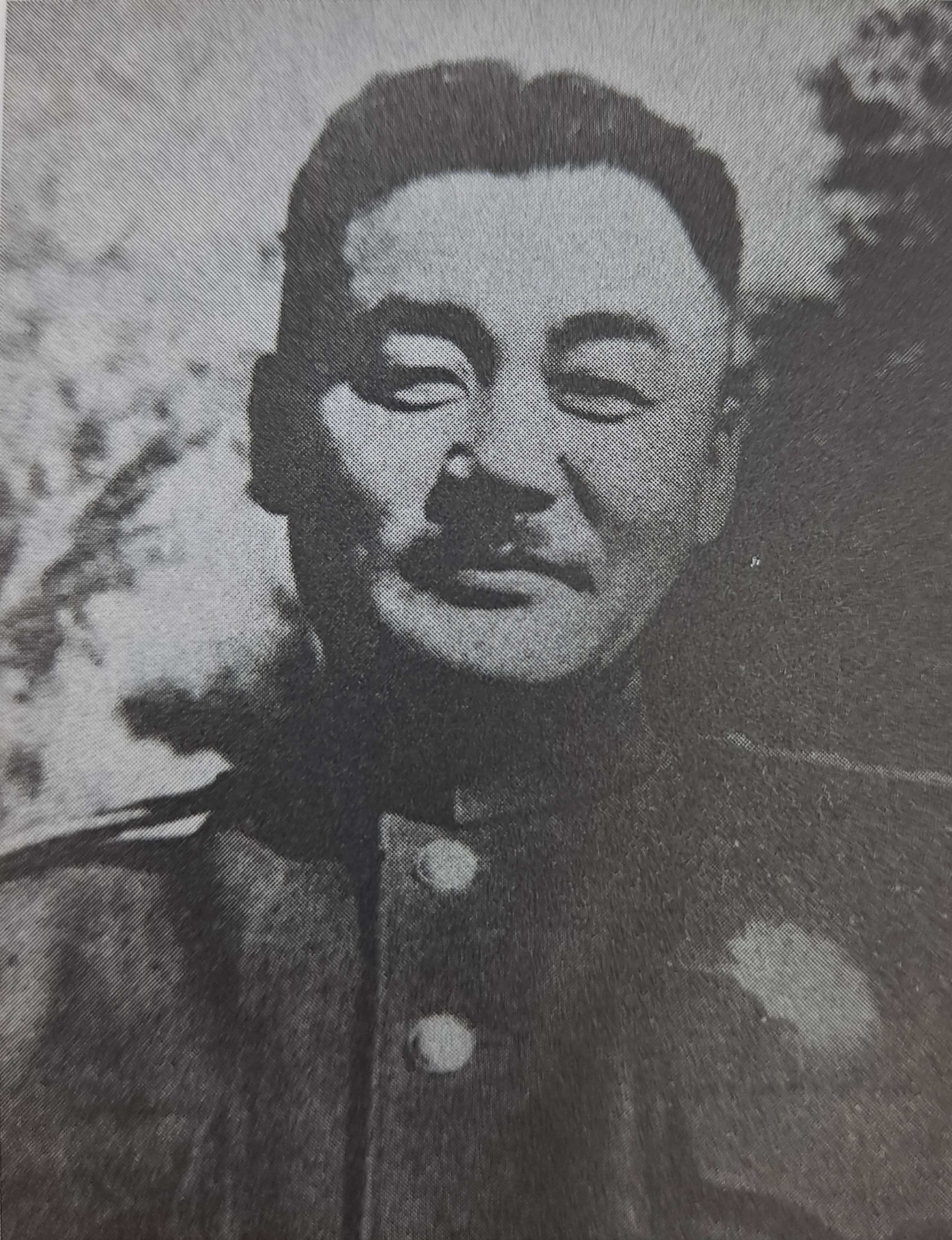
司令官武亭

1942年7月14日、朝鮮義勇隊華北支隊を朝鮮義勇軍華北支隊に改編した。朝鮮独立同盟（華北朝鮮独立同盟とも言う）の軍事組織であり、朝鮮人共産主義者の中心人物で、長征にも参加した武亭が司令官に就任した。のちに日本軍から逃亡した朝鮮人兵士（朝鮮人日本兵）らが多数加わり、中国共産党の支援を受けて華北及び華中地域で八路軍や新四軍の下で日本軍に対する宣伝活動等を行った。日中戦争時は数百人しかいなかったが、崔昌益は「朝鮮人民の唯一の武装隊伍」を自負した。
華北支隊は各地で中国共産党が統制する抗日遊撃区で活動した。太行山根拠地に最も集中しており、山東省や陝西省、華中にも分散していた。
1942年8月、李益星が華北支隊第2隊隊員13人を率いて晋察冀辺区に進出した。八路軍115師の根拠地であり、ここにはすでに朝鮮革命家の林平、蔡國藩、高生鎬、金武が活動していた。ここには1941年12月10日に朝鮮青年連合会晋察冀支会が設立されていたが、朝鮮独立同盟晋察冀分盟に改編され、軍隊は李益星が責任を持ち、敵後工作は蔡國藩が引き受け、晋察冀分盟は孔明宇が担当した。晋察冀地区は朝鮮人が多かった北京、天津、唐山に容易に進出することができ、中国東北部や朝鮮国内に拠点を作るのに便利であった。
晋西北地区は呂梁山脈を中心とする山西省西北山地であり、賀竜の八路軍第120師が駐留していた。1942年11月13日に金世光、文明哲、崔采、崔英が朝鮮独立同盟晋西北分盟を創立。分盟責任者は金世光となり、組織委員を務めた文明哲は八路軍と共に戦って戦死した。
延安を中心とした陝甘寧辺区は、太行山抗日根拠地の次に朝鮮革命家が多く集まるところであった。抗日軍政大学東北幹部訓練班には朝鮮人青年、八路軍第359旅には朱徳海と李権武がいた。鄭律成と朱徳海はこの地区の朝鮮青年連合会支会を担当していたが、1942年に太行山から金枓奉、韓斌、尹治平、趙烈光、權赫（日本人女性）、燕軍などが到着し、1943年1月10日、朝鮮独立同盟延安分盟が創立した。
山東省では、華北支隊第1隊隊員が活動した。朱革が朝鮮独立同盟山東分盟組織を引き受け、李ミョン（리명）が主任となった。魯民は膠東分盟を設立し、終戦時には50人の盟員を確保していた。
河北省昌黎県では、朝鮮独立同盟冀熱遼分盟が創立され、李大成が組織委員、陳國華が宣伝委員、朱然が政治部主任を務めることになり、責任者は晋察冀分盟の軍責任者だった李益星であった。山西省太岳山地域には、李オクグン（리옥근）、関鍵、趙少卿、河仰天が八路軍敵軍工作部で活動した。
新四軍統制地域では、1944年1月に洪沢湖付近で朝鮮独立同盟華中分盟と朝鮮義勇軍華中支隊が成立し、李成鎬、金潤德、孫達が主な責任者となった。
1942年11月1日、華北朝鮮青年革命学校を開校。校長は武亭、教務主任は金學武であった。華北敵占領区から朝鮮人が脱出してくる場合に備えて、彼らを教育し、朝鮮義勇軍に参加させる目的があった。新入隊員には初歩的な訓練を、古参隊員にはより高度な政治教育が実施された。
1943年、校長の武亭が整風運動を主導し、国民党地区から来た朝鮮義勇軍と独立同盟幹部の幹部らの立場、観点、方法を公開的に批判する方式で進められ、太行山だけでなく各地の朝鮮義勇軍でも行われた。これにより、華北移動と東北路線を主導した崔昌益の地位が弱まって、武亭の地位が確固たるものとなり、同時に朝鮮独立同盟と朝鮮義勇軍内に存在していた国民党軍隊と日本軍式傾向は大部分が消えて、狭隘した民族主義が批判され、朝鮮革命は中国革命と共になければならないという国際主義で武装された。また毛沢東の著作で学習して毛沢東思想を準拠として革命を為さなければならないという思想改造が進められた。整風運動によって隊員は、中国共産党は中国革命だけでなく朝鮮や日本などアジア革命運動の運命を担った存在であり、中国共産党の路線は朝鮮革命にもそのまま適用できるという信念を持つようになり、朝鮮独立同盟は事実上中国共産党の指導を受ける状況に置かれ、朝鮮義勇軍の指揮権も八路軍総司令朱徳の下に置かれるようになった。
1943年以降、朝鮮義勇軍は軍政学校の学生と教官を除いて大部分が八路軍に配属され、八路軍政治部傘下の対敵工作科（敵工科）に所属して活動した。隊員は日本語が上手く、日本軍の属性をよく知っており、日本軍内の朝鮮人士兵を引きこむことができたため、八路軍各部隊に所属する隊員は日本軍と軍内の朝鮮人に対する宣伝、捕虜に対する教育などを担当した。
朝鮮義勇軍は対敵宣伝の他に生産活動を行っていた。八路軍地域は土地が荒廃して生活物資が窮乏していたため、「自力動手豊衣足食」という毛沢東のスローガンの下、兵士は畑を耕して自給自足しており、朝鮮義勇軍も合わせて生産活動を行った。荒れ地を開墾してジャガイモを植え、糸車を回して糸を作り、レンガを取って家を建てるなど生活に必要なものは全て生産し、このような活動は中国共産党から肯定的な評価を得た。しかし崔昌益は生産活動に時間を多く費やすことに懐疑的で、軍事訓練と政治学習を強化して敵と戦って勝つことが重要だと主張した。
1944年、朝鮮義勇軍と朝鮮独立同盟は、各地の隊員を比較的安全な延安に集結させ、軍事訓練と政治学習を実施することに決定した。同年1月末、太行山の隊員と学生約200人が朴孝三の引率で出発し、4月7日に延安に到着した。冀東支隊の李大成は30人ほどの隊員を率いて何重もの封鎖を潜り抜け、1945年2月、延安に到着した。
1944年10月、朝鮮革命軍政学校が設立された。朝鮮軍政学校は4個の区隊に分かれ、第1区隊は区隊長の趙烈光と協理員の方虎山が、第2区隊は区隊長の王子仁が、第3区隊は区隊長の全宇と協理員の洪順官が、第4区隊は区隊長の金克と協理員の尹公欽が担当した。
1945年8月11日に八路軍総司令朱徳が発令した第6号命令で八路軍と元東北軍の各部と共に東北に進出した。当時の兵力は700人ほどであったが、8月16日に韓青が瀋陽で部隊を組織し、約千人の兵力となった。

### 国共内戦

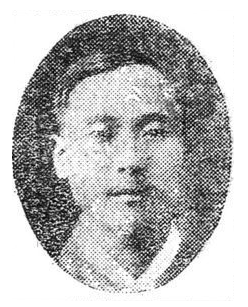
朝鮮独立同盟主席金枓奉

1945年11月10日、瀋陽で軍人大会が開かれ、朝鮮には少数の老幹部が帰国し、その他は満州に留まり中国革命と朝鮮革命のために戦力を増強することになった。また全軍は第1支隊、第3支隊、第5支隊に分けられ、第1支隊は南満で第2支隊を、第3支隊は北満で第4支隊を、第5支隊は東満で第6支隊を結成することになった。
軍人大会後に金浩と金剛が鴨緑江支隊を編成し、先遣隊を新義州に進出させた。しかしソ連当局の命令を受けた保安隊の襲撃で、先遣隊は武装解除されて丹東に追い返された。のちに金浩と金剛が個人の資格で帰国し、鴨緑江支隊は第1支隊と合流した。1945年12月から1946年春にかけて金枓奉、崔昌益、武亭、朴孝三、朴一禹ら70余名が帰国した。
残された部隊は、終戦直後の混乱した情勢下で、東北地区居住の朝鮮人が自分の財産などを守るために組織した地方武装組織を吸収して拡大していった。内戦初期の朝鮮義勇軍は、主に土匪の掃討や根拠地の開拓をしていた。のちに東北民主連軍に編入され、国民党軍との戦闘を経て中国軍正規部隊へと成長していくが、一方で朝鮮人部隊としての独立性を次第に失っていくことになる。
1946年2月から3月にかけて朝鮮義勇軍に対する改編が行われ、その後、大量の朝鮮人将兵が帰国した。

#### 第1支隊

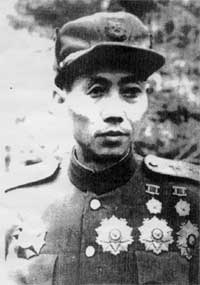
第1支隊政治委員方虎山

1945年11月に創設され、支隊長は金雄（王信虎）、政治委員は方虎山（李天夫）、副支隊長は崔仁（王子仁）、参謀長は安彬、政治部主任は朱然が就任した。
12月に南満へ進出し、通化を中心に活動。南満州在住の約20万人の朝鮮人を基盤に活動し、1945年末にはすでに5千人の兵力に成長していた。1946年2月、通化事件の制圧に参加。この通化事件で中国共産党の信頼を得て、党とその政府機関の警備を担当することになった。事件後に李紅光支隊へ改称され、東北民主連軍遼寧軍区(司令張学思)に所属した。1946年3月に金雄、安彬、朱然が帰国し、後任にそれぞれ崔仁、盧哲用、洪林が就いた。1946年春から長白山の土匪を粛清。
1946年12月に李紅光支隊は独立第4師に改編され、副師長と政治部副主任に漢人幹部が就任した。四保臨江戦役に参加した。1947年5月から1948年3月までの夏・秋・冬季攻勢に参加。1948年4月、遼北軍区に所属。1948年10月初めから遼瀋戦役に参加。1948年11月、第166師となり、東北軍区直属部隊として瀋陽衛戍司令部(司令伍修権)に所属し、守備と治安に当たった。

#### 第3支隊
軍人大会後、朱徳海は約19名の軍政学校の幹部候補生を引率してハルビン市に向かった。北満に派遣された幹部が少人数であった理由は、朝鮮と隣接する南満と東満に主力を重点的に配置した事と、1942年から李相朝（金澤明）が地下工作員として潜入し、朝鮮独立同盟北満特別委員会（第12支部）が組織されて受け皿が出来ていたからであった。
1945年11月19日に李相朝が組織した保安総隊朝鮮人独立大隊と合流した。中ソ友好同盟条約により翌20日に賓県へ退去し、11月25日に第3支隊が結成された。支隊長は李相朝、政治委員は朱徳海、副支隊長は金昌徳（李徳山）、参謀長は金延、政治部主任は李根山が就任した。その後は木蘭、通河、東興で土匪を掃討した。
1946年4月28日にソ連軍がハルビン市から撤退すると、第3支隊は松江軍区の東北民主連軍と合流し、ハルビン市に突入して国民党軍とその官吏を駆逐した。ハルビン市には中共東北局や東北民主連軍総司令部などが置かれ、東北部における共産党の心臓部となった。第3支隊は軍区内で最も信頼された部隊であり、ハルビン市の衛戍任務を担当し、重要な役割を果たした。1946年6月に東北民主連軍に編入され、松江軍区独立第8団に改編された。同時に李相朝、金延、李根山などが帰国。
1948年3月にハルビン市を離れて吉林省煙筒山一帯に進出し、吉東軍区第72団と牡丹江軍区独立第14団と合流して東北野戦軍独立第11師を編成し、独立第8団は独立第11師第2団に改編された。師長は王效明、政治委員は宋景華、副師長は李徳山、参謀長は康干生、政治部主任は王海清が就任した。長春包囲戦に参加。1949年3月、第164師第491団に改称し、長春の衛戍任務を担当した。

#### 第5支隊
第5支隊は1945年11月に瀋陽で創設された。第5支隊は3支隊の中で最も幹部陣容が強く、兵力が多かった。瀋陽出発時の幹部は、支隊長李益星、政治委員朴勲一、副支隊長李権武、参謀長全宇、政治部主任趙烈光、総指揮朴一禹であり、その他に延安と太行山の軍政学校出身者400名がおり、行軍の過程で兵力を拡大していった。兵力は9個中隊と警衛、偵察、通信隊があり、支隊の中で唯一無線小隊があった。
第5支隊は清原まで徒歩行軍であり、移動を速めるために清原からは列車を利用して磐石に到着し、ここで多数の同胞から熱狂的な歓迎を受けた。一泊した後、朝鮮族の要望で朴正徳など十数名の幹部を残して出発した。残された幹部は民兵部隊を組織し、後に長春付近で独立第11師に合流した。
第5支隊は吉林に到着すると、朴勲一や崔明を中心に30名を選抜して第7支隊の組織を命じた。本隊は東満に向かおうとしたが列車の準備が進まず、まず全宇が2個中隊を率いて先発隊として出発し、本隊は引き続き列車を待った。
先遣隊が敦化駅に到着すると、保安隊の奇襲を受けて武装解除された。反撃しようにも事情を知らないソ連軍が保安隊に味方したのでどうしようもなかったが、全宇がロシア語でソ連軍に事情を説明し、敦化のソ連軍指揮部に行くことになるが、ソ連軍も全宇の流暢なロシア語に好意を示し、延吉警備副司令官の姜信泰が来て、武装を返還されたため事態は解決した。無線で事態を知らされた本隊は急いで行軍して敦化に到着した時にはすでに解決していた。
朴一禹は延吉出発を遅らせ敦化に数日滞在してソ連軍を説得して親国民党傾向の敦化保安隊7個大隊を武装解除し、洪淳閣や崔鳳俊など20余名を敦化に残して民族事業と朝鮮義勇軍の組織を指示した。敦化で組織された部隊は独立第6師に合流することになる。
第5支隊は、1945年12月30日に延吉に到着して東満進出の任務を終えた。第5支隊主要幹部は延安派遣幹部及び姜信泰などソ連軍所属幹部と当面の問題について協議し、第5支隊の今後の行動原則を決定した。第5支隊の千余名の部隊はすでに組織されている延辺地方部隊と混合再編し、主要幹部は現地党委員会と軍区に参加し、朴一禹は延辺地方党委員会副委員長兼吉東軍区副政治委員、李益星は軍区参謀長となった。李権武、趙烈光、朱革などは延辺に適当な席がなく、しばらくして北朝鮮に帰国した。
第5支隊は延辺ですでに組織されていた警備第1団、第2団と合併して第15団、第16団に再編成されるが、第15団に第5支隊員が比較的多く編入されたため、第15団が第5支隊の命脈を維持したという。第15団は警備第2団と合併した部隊で、後に吉東警備第1旅第2団、吉東軍分区独立第3団、独立第6師第16団、第156師第466団と何度も部隊名が変更され、入北後は第12師団第30連隊となる。
次に第5支隊員が多く編入された第16団は警備第1団と混合編成した部隊で、後に吉東軍分区警備第1旅や東北軍区第1師の所属し、1947年に東北民主連軍第10縦隊所属、1949年初めに第4野戦軍第47軍第141師所属となり、入北後は第4師団第18連隊と第603機械化連隊の一部となった。
第5支隊が朝陽川に到着した時、全体兵力は1,300名であったが、第15団と第16団の他に2個中隊を琿春に送り、すでに組織されていた琿春保安隊に合併して第17団と呼ばれた。この琿春保安隊は姜信泰が組織した部隊で、第5支隊幹部の金シン（김신）が第17団団長となり、やがて1946年3月に琿春保安隊が入北するが、この時の引率者は崔光（崔明錫）であった。
敦化に残した崔鳳俊らが組織した敦化朝鮮族警備大隊は、1946年4月に和竜県朝鮮族団第2大隊とその他部隊を合わせて吉東警備第2旅第5団となり、後に吉東軍分区独立第6団、1948年に独立第6師第17団、1949年に第156師第467団、入北後は第12師団第31連隊となる。
現地部隊と混合編成された他に独断で教導大隊が組織され、大隊長の朴松波や指導員の金世民ら20余名の幹部を派遣し、地方の朝鮮族青年学生を募集・教育した。しかし朝鮮義勇軍という名称が消滅した後は第5支隊教導大隊という名称も無くなり、1946年6月に東北軍政大学吉林分校と合併した。合併前の第1期卒業生500余名は密入北させられ、北朝鮮の各保安幹部訓練所に配置され、やがて朝鮮人民軍の各級将校となった。1948年に吉林軍政大学が解体されると、第5支隊出身幹部は独立第11師に分配され、その後入北して第5師団要員となった。
第5支隊は延辺に到着した後、独自の拡軍事業などができなくなり、現地部隊と合併したことにより、支隊の中で最も早く朝鮮義勇軍の名称が消滅し、部隊編成も何度も変更させられた。
1948年、満州内戦は共産党軍の有利な局面で野戦師団の編制が拡大強化され、吉東軍分区所属部隊も野戦師団に統合されるが、第5支隊員が多く編入された第16、17団は新たに編成された東北軍区独立第6師に編入された。独立第6師のもう1つの第18団は大部分が中国人で構成されていた。第15団は第5支隊員が最も多く参加していたが、団全体が朝鮮族ではなく2個中隊が中国人で構成され、幹部は団長と政治委員が中国人で、副団長は池炳学、副政治委員は延安から来た崔采がしばらく務めた後、地方に転勤した。第17団は第3大隊が中国人で、その他の大隊と中隊は朝鮮族であり、団の主要幹部は編成当初は朝鮮族幹部で戦争中は中国人幹部が主要指揮官となる。第18団は元吉南軍区第71団だが、そのうち警衛中隊が朝鮮族で構成され、その他部隊は全て中国人で構成された部隊である。
独立第6師は1948年1月に吉林省九台県で編成され、全宇が副師長になり、その他の主な軍職は師長を筆頭に全て中国人が占めていた。全兵力12,000名のうち朝鮮族は8,000名であった。
独立第6師は吉林駐留の国民党軍第60軍を包囲し、同年3月に第60軍が長春に突破する際の打撃作戦に参加。その後、長春包囲戦に参加するが、国民党軍の奇襲により、第5支隊員が集中した部隊だけで600余名の戦死者と千余名の負傷者を出し、このうち中隊長以上の幹部だけで10余名が戦死するという大きな損失を被った。
長春の戦闘が終わった後、瀋陽占領戦に参加。吉林全域作戦終了後は、第1、3支隊と異なり、北京、天津占領のため中国関内に進出した。この時から第4野戦軍第43軍第156師となり、揚子江渡河作戦を成功させた後、江西省南昌に行き、衛戍部隊となった。
第1支隊と第3支隊をそれぞれ母体とする第166師及び第164師は朝鮮族部隊としてまとまっていたが、第156師と第141師は漢族と朝鮮族の混成部隊である。

#### 第7支隊
1945年11月21日、第5支隊が吉林市に到達した際に朴勲一等の一部の幹部が残り、吉林保安総隊第7大隊を基幹に編成された。延安から来た幹部と保安相対第7大隊幹部が中心となり、支隊長兼政治委員は朴勲一、副支隊長兼副政治委員は崔明、参謀長は金克、副参謀長は崔忠烈が就任した。
ソ連軍の要請で樺甸に移動し、1945年12月時点で兵力は千余名となり、急速に拡大する部隊の教育と訓練及び幹部需要を満たすため、朝鮮民族革命軍政幹部学校を設立した。学校の軍政責任者は崔明が引き受けて運営していたが、1946年3月に朴勲一や崔明などが北朝鮮に帰国し、朝鮮義勇軍の名称も取り消されたため、軍政学校は延吉に移動して東北軍政大学吉林分校に合併された。当時の学生の中には、朝鮮人民軍の第18連隊長を歴任した張教徳や趙南起がいる。
1946年3月、樺甸保安団(団長：楊上堃)に改編された。第7支隊は好条件で義勇軍拡大事業を行えたが、残された人員は少なく、参戦した朝鮮族青年も多くは中国人部隊に編入され、第7支隊に吸収された人員は少なかった。樺甸保安団に統合される際、傘下の3個大隊のうち第1、2大隊は全て朝鮮族だが、大隊長以上の主要幹部に朝鮮族は少なく、これは朴勲一が50余名を連れて入北したためであった。
1946年5月、吉林に国民党軍が入ると、樺甸保安団は松花江北側に退却して遊撃戦を行い、同年10月に吉南軍区第72団に改編された。それから多くの戦闘に参加し、損失を補うため、1947年に延辺朝鮮族青年600余名を補充した。しかし第72団の幹部は依然として中国人中心で、朝鮮族幹部は地方に転勤してさらに大隊長級以上の幹部が減少したが、1948年に煙筒山で独立第11師に編入されると、元第5支隊幹部と朝陽川教導大隊の幹部が補充されて朝鮮族幹部が若干増加した。第72団は独立第11師第1団となり、後には第164師第490団に改称された。

### 北朝鮮への引き渡し
1949年4月30日、北朝鮮から朝鮮人民軍文化部司令官の金一が派遣され、瀋陽で高崗、北京で朱徳と周恩来、毛沢東と会談し、朝鮮族部隊の引き渡しを要請した。毛沢東は3個師団の内、瀋陽と長春に配備されている2個師団はすべての装備品と共に引き渡せるが、もう1個師団は戦闘中で、それが終了後に北上できると答えた。
1949年3月初めに第164師の副班長以上の将兵150人が新義州に入り平壌砲兵軍官学校に入学した。同年6月に朝鮮人民軍は教官が派遣し、長春で幹部訓練班を設け、正規化した班と幹部らを訓練させた。
1949年7月、第166師の約1万2千人の将兵は方虎山に引率され丹東を経て新義州に到着し、朝鮮人民軍第6師団に改編された。1949年8月、第164師の約7500人は金昌徳に引率されて羅南へ到着し、朝鮮人民軍第5師団に改編された。
1949年12月29日、副総参謀長聶栄臻は、モスクワ訪問中の毛沢東に軍内の朝鮮族部隊の状況を電報で報告した。第4野戦軍司令官林彪からの報告として、その時点で各部隊に兵役中の朝鮮族将兵は1万6千人で、そのうち中隊長以上の幹部は2092人であった。彼らは解放軍の中で教育と訓練を受け。進歩が速く、作戦・人員拡張・政治工作の経験も豊かである。そのうちの一部は解放軍の南方への出動に伴い、思想的な動揺が生じ、帰国を要求している。それを踏まえて林彪は、朝鮮人民の利益のため、これらの百戦錬磨の幹部の朝鮮帰還を検討してもよいと提案した。
1950年1月中旬に朝鮮人民軍作戦局長の金光侠が訪中して総参謀長代理の聶栄臻と面会し、第4野戦軍内の朝鮮族兵士の引き渡しを要請した。これらの部隊の接収作業とすべての武器装備も同時に持ち帰るとの申し入れに毛沢東は同意すると書面で指示した。
1950年1月から4月にかけて中南軍区の2万2392人の朝鮮族人員（師団級幹部1人、連隊級幹部13人、大隊級幹部93人、中隊級幹部88人、小隊級幹部1857人、兵士1万9887人）が鄭州に集結した。
1950年3月に第4野戦軍の各軍、第13兵団や特殊部隊所属の朝鮮族指揮員及び戦闘員は鄭州に集結し、独立第15師を編成した。師長は全宇、参謀長は池炳学が就任した。その他に1個独立団と1個幹部大隊、1個教導大隊が編成された。第15師と独立団は政治的素質に優れ、共産党員は69パーセント以上を占め、戦闘功労者が多く、大砲を含む武器装備も解放軍の最高レベルに達していた。全宇に引率されて同年3月末に北朝鮮に入り独立第15師は朝鮮人民軍第7師団に改編され、独立団は第4師団に編入され第18連隊となり、独立大隊は平壌の機械化歩兵連隊に編入された。他にも小規模な北朝鮮への移動があり、瀋陽の空軍部隊警備中隊の千人は、瀋陽航空学校副校長が率いて野営訓練の名目で3月に北朝鮮入りし、鉄道兵団の3231人も6月20日、石家莊から出発して帰国した。
上記の他にも1945年夏以降に小規模の部隊が続々と北朝鮮へ移動していた。国共内戦で成長した朝鮮族部隊の殆どは北朝鮮に移動し、朝鮮人民軍に編入された朝鮮族兵士は歩兵部隊の総兵力約20万人の2、3割を占め、朝鮮半島の軍事バランスを北朝鮮側に傾けた。

## 人物
| 氏名   | 出身校                                        | 前歴                             | 主な役職                                 | 北朝鮮での役職                               | 備考                 |
| ------ | --------------------------------------------- | -------------------------------- | ---------------------------------------- | -------------------------------------------- | -------------------- |
| 武亭   | 保定軍校                                      | 八路軍砲兵団長                   | 司令官                                   | 朝鮮人民軍第2軍団長                          |                      |
| 朴一禹 | 中央党校                                      | 抗日根拠地県長                   | 副司令官兼政治委員                       | 朝鮮労働党中央委員、中国人民志願軍副政治委員 | 1955年粛清           |
| 朴孝三 | 黄埔軍校4期                                   | 国民革命軍営長、朝鮮義勇隊支隊長 | 華北支隊長、副司令官兼参謀               | 朝鮮人民軍第9師団長                          | 粛清                 |
| 李益星 | 中央軍校10期                                  | 国民革命軍少尉、朝鮮義勇隊区隊長 | 華北支隊副支隊長兼第2隊長                | 朝鮮人民軍旅団長、師団長                     | 粛清                 |
| 崔仁   | 中央軍校10期                                  | 朝鮮義勇隊                       | 華北支隊第3隊長、第1支隊副支隊長、支隊長 | 朝鮮人民軍第2軍団参謀長                      | 粛清                 |
| 金雄   | 中央軍校10期 抗日軍政大学5期                  | 新四軍幹部                       | 第1支隊長                                | 朝鮮人民軍第1軍団長                          | 粛清                 |
| 趙烈光 | 中央軍校11期                                  | 朝鮮義勇隊分隊長                 | 第5支隊参謀長                            | 朝鮮人民軍師団長、砲兵司令官                 | 粛清                 |
| 韓璟   | 中央軍校11期 抗日軍政大学                     | 八路軍、朝鮮義勇隊               | 第1支隊員                                | 朝鮮人民軍師団参謀長、軍団参謀長             | 粛清                 |
| 李相朝 | 中央軍校特別班 抗日軍政大学5期                | 朝鮮義勇隊隊員                   | 第3支隊長                                | 朝鮮人民軍偵察局長                           | ソ連亡命             |
| 黄載然 | 中央軍校特別班                                | 朝鮮義勇隊隊員、分隊長           | 第3支隊供給処長                          | 朝鮮人民軍                                   | 中国に帰還           |
| 張平山 | 中央軍校特別班                                | 朝鮮義勇隊隊員                   | 隊員                                     | 朝鮮人民軍師団参謀長、軍団参謀長、軍団長     | 粛清                 |
| 盧喆龍 | 中央軍校特別班                                | 朝鮮義勇隊隊員                   | 李紅光支隊参謀長                         | 朝鮮人民軍師団参謀長、軍団参謀長             | 粛清                 |
| 朱然   | 中央軍校特別班                                | 朝鮮義勇隊隊員                   | 先遣隊政治主任                           | 朝鮮人民軍師団長                             | 粛清                 |
| 柳新   | 中央軍校特別班                                | 朝鮮義勇隊隊員                   | 隊員                                     | 民族保衛省部長、朝鮮人民軍第1軍団参謀長      | 朝鮮戦争中戦死       |
| 金漢中 | 中央軍校特別班                                | 朝鮮義勇隊隊員                   | 隊員                                     | 朝鮮人民軍予備師団長                         | 粛清                 |
| 文正一 | 中央軍校特別班                                | 朝鮮義勇隊隊員                   | 第5支隊隊員                              |                                              | 中国に残留           |
| 洪林   | 抗日軍政大学                                  |                                  | 李紅光支隊政治主任                       | 朝鮮人民軍師団長                             |                      |
| 玄波   | 抗日軍政大学                                  |                                  | 第1支隊団参謀長                          | 朝鮮人民軍第2師団参謀長                      | 1950年8月20日戦死    |
| 朱徳海 | 東方勤労者共産大学 抗日軍政大学東北幹部訓練組 | 満州遊撃隊、八路軍               | 第3支隊長                                |                                              | 延辺朝鮮族自治区主席 |
| 李権武 | 東方勤労者共産大学 抗日軍政大学東北幹部訓練組 | 満州遊撃隊、八路軍               | 第5支隊参謀長                            | 朝鮮人民軍第4師団長                          | 粛清                 |
| 方虎山 | 東方勤労者共産大学 抗日軍政大学東北幹部訓練組 | 満州遊撃隊                       | 第1支隊政治委員                          | 朝鮮人民軍第6師団長                          | 粛清                 |
| 全宇   | 東方勤労者共産大学 抗日軍政大学東北幹部訓練組 | 満州遊撃隊                       | 第5支隊参謀長                            | 朝鮮人民軍第12師団長                         | 粛清                 |
| 金昌徳 | 抗日軍政大学東北幹部訓練組                    | 満州遊撃隊                       | 第3支隊長                                | 朝鮮人民軍第5師団長                          | 粛清                 |
| 朴勲一 |                                               | 新四軍某部敵工科長               | 第7支隊長                                | 内務省警備局長                               | 粛清                 |